# サン・ジョヴァンニ・ラ・プンタ
サン・ジョヴァンニ・ラ・プンタ（イタリア語: San Giovanni la Punta, シチリア語: San Giuvanni à Punta）は、イタリア共和国シチリア州カターニア県にある、人口約24,000人の基礎自治体（コムーネ）。

## 地理

### 位置・広がり

#### 隣接コムーネ
隣接するコムーネは以下の通り。
- アーチ・ボナッコルシ
- ペダーラ
- サン・グレゴーリオ・ディ・カターニア
- サンターガタ・リ・バッティアーティ
- トレカスターニ
- トレメスティエーリ・エトネーオ
- ヴァルヴェルデ
- ヴィアグランデ